# Șciomî, Ohtîrka
Șciomî (în ucraineană Щоми) este un sat în comuna Mala Pavlivka din raionul Ohtîrka, regiunea Sumî, Ucraina.

## Demografie
Componența lingvistică a localității Șciomî
     Ucraineană (93,12%)
     Rusă (2,9%)
Conform recensământului din 2001, majoritatea populației localității Șciomî era vorbitoare de ucraineană (93,12%), existând în minoritate și vorbitori de armeană (3,99%) și rusă (2,9%).